# 保拉·皮亚佐拉
保拉·皮亚佐拉（義大利語：Paola Piazzolla，1996年10月21日—），意大利女子赛艇运动员。她曾代表意大利参加美国萨拉索塔举行的2017年世界赛艇锦标赛，获得女子轻量级四人双桨金牌。